# Nzegamo
Nzegamo är ett vattendrag i Burundi.   Det ligger i provinsen Muramvya, i den centrala delen av landet, 28 km öster om huvudstaden Bujumbura.
Omgivningarna runt Nzegamo är en mosaik av jordbruksmark och naturlig växtlighet. Runt Nzegamo är det tätbefolkat, med 266 invånare per kvadratkilometer.